# الساحل (عزبة)
عزبة الساحل قرية تابعة لمركز السادات في محافظة المنوفية في جمهورية مصر العربية.